# Franklin Sasere
Franklin Sasere (Ondo, 1998. június 27. –) nigériai labdarúgó, a Birkirkara játékosa, csatár. 

## Pályafutása

### Klubcsapatokban
A nigériai Sunshine Stars-tól került a svájci Lugano csapatába, ahol azonban főként a máltai Ħamrun Spartans csapatát erősítette kölcsönben. 2022 nyarán megvette őt a svájci másodosztályú Vaduz. 2024-ben visszatért Máltára, a Floriana FC igazolta le. A következő szezonban a Birkirkara szerződtette.

#### Újpest
2023. július 24-én írt alá a magyar élvonalbeli Újpest csapatába.  2023. július 29-én mutatkozott be a Fehérvár FC ellen csereként.

## Sikerei, díjai
Ħamrun Spartans
- máltai bajnok (első osztály): 2020–21

 Vaduz
- liechtensteini kupa: 2022–23